# Meisnerteknik
Meisnertekniken är en form av skådespeleri. Tekniken utvecklades av den framstående amerikanska skådespelaren och teaterläraren Sanford Meisner. Den bygger på principen att bra skådespeleri kommer från ett ärligt och omedelbart svar på en skådespelarpartner, snarare än från ett inövat sätt att säga repliker eller försöka åstadkomma förutbestämda känslor. Meisnertekniken är idag globalt erkänd som en av de främsta moderna skådespelarteknikerna.

## Historia
Sanford Meisner utvecklade tekniken på 1930-talet när han var medlem i The Group Theatre, en grupp skådespelare, regissörer och dramatiker som ämnade revolutionera amerikansk teater. The Group Theatre grundades av Harold Clurman, Cheryl Crawford och Lee Strasberg 1931, och Meisner anslöt sig till gruppen 1932. Från och med 1935 undervisade Meisner också i sin teknik vid The Neighborhood Playhouse, där han utbildade många skådespelare som sedan hade mycket framgångsrika karriärer inom film, TV och teater.
Meisner, Stella Adler och Lee Strasberg brukar anses vara de tre främsta amerikanska skådespelarlärarna genom tiderna.

## Om Meisnertekniken
Meisner trodde starkt på att en skådespelares hantverk krävde en gedigen och organisk skådespelarteknik. Teorin bakom Meisnertekniken bygger på föreställningen om att genuint skådespeleri kommer från skådespelarens förmåga att svara sanningsenligt och med spontanitet på sin scenpartner. Meisner ansåg att nyckeln till autentiskt skådespeleri var att fokusera på nuet och släppa alla föreställningar eller vanor som kan hamna i vägen för ett ärligt framförande.
En grundtanke inom Meisnertekniken är att lärandet bör ske i klassrummet genom praktiska övningar istället för genom abstrakt teori. Denna skådespelarteknik fokuserar på emotionell anknytning och instinktivt beteende. Tekniken fokuserar på tre huvudelement: emotionell förberedelse, repetitionsövningar och improvisation.